# Les Galanteries grenadines
Les Galanteries grenadines est un roman de Marie-Catherine de Villedieu, publié en 1673, mais laissé inachevé. Ce roman, comme d'autres œuvres de Madame de Villedieu, est un exemple atypique de la veine hispano-mauresque qui anime le paysage de la littérature française dans la seconde moitié du XVIIe siècle.

## Sommaire de l’œuvre
Le roman suit une trame principale dans laquelle sont enchâssés plusieurs récits, dans l'ordre suivant :
- Aux lecteurs,
- Histoire du Marquis de Calis, et de la Princesse Moyrasele,
- Histoire du Malique Alabez et de Cohayde,
- Histoire de la Princesse de Fez et de Gazul,
- Histoire d'Abenhamet, d'Abendaraez et de Zulemaïde,
- Histoire de Hache,
- Tendre confession de coeur,
- Exemples sur le mensonge.

## Composition
Ce roman, rédigé de 1672 à 1673, se veut une réécriture enjouée et railleuse des Guerres civiles de Grenade de l'écrivain espagnol Ginés Pérez de Hita. Cet ouvrage, datant de 1595, connait sa première traduction française sous le titre L'Histoire des guerres civiles de Grenade traduite d'espagnol en français, en 1608. Du temps de Madame de Villedieu, l'édition espagnole qui avait été publiée à Paris en 1606 venait d'être rééditée en 1660.
Les Galanteries grenadines est un exemple d'un des aspects constitutifs de l’œuvre littéraire de Villedieu à savoir l'exotisme. Alcidamie, Le Journal amoureux, Les Annales galantes et les Nouvelles affriquaines constituent, avec Les Galanteries grenadines, un corpus de cinq textes démontrant l'importante présence de l'exotisme dans l’œuvre littéraire de Madame de Villedieu.
À l'instar des Nouvelles affriquaines, les Galanteries sont inachevées. Elles demeurent cependant le texte au demeurant le plus célèbre dans l’œuvre de Villedieu.

## Éditions modernes
Marie-Catherine de Villedieu, Les Galanteries grenadines, Saint-Étienne, Presses universitaires de l'Université de Saint-Étienne, 2006, 219 p. (ISBN 2-86272-411-4)